# Casa de las bombas de la Condesa

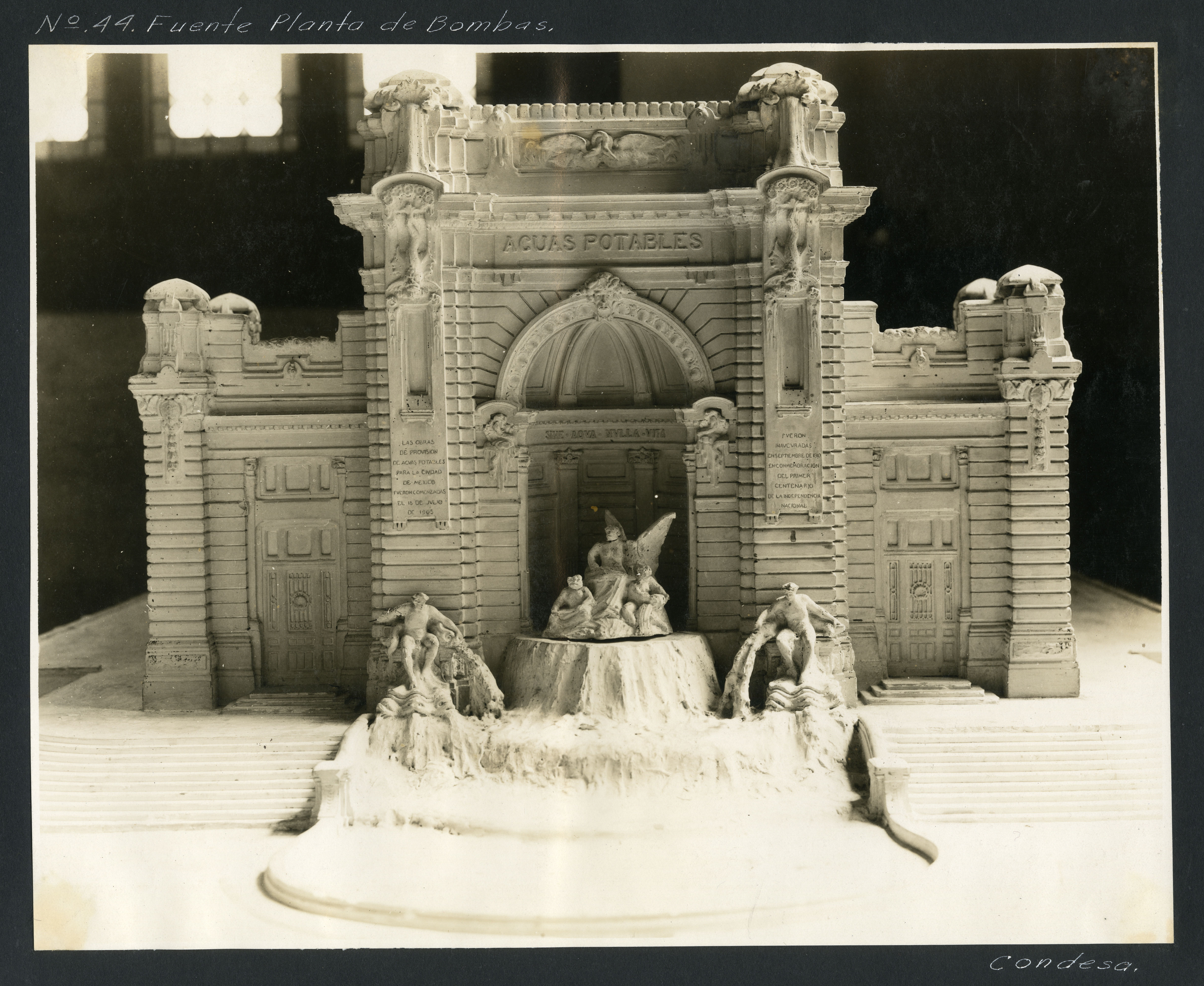
Maqueta del edificio, en ella se puede apreciar la fuente del proyecto original, la cual no fue construida

La casa de las bombas de la condesa, fue un edificio que se ubicaba en la esquina de las calles Zamora y Alfonso Reyes de la actual colonia Condesa. Fue construida en 1907 como planta de bombeo del Acueducto de Xochimilco, el cual fue construido a principios del siglo XX para surtir de agua a la Ciudad de México. La casa fue demolida en 1975 y su fachada fue reconstruida en 1986 en la Casa de Cultura de Tlalpan.

## Historia
A finales del siglo XIX la Ciudad de México experimentó un crecimiento acelerado de la población, acompañado de la expansión territorial hacia el oeste con la fundación de las colonias, lo que ocasionó un desabasto agudo de agua y en 1901 el presidente Porfirio Díaz comisionó al ingeniero Manuel Marroquín y Rivera la realización de estudios para dotar de agua potable a la ciudad. El ingeniero Marroquín realizó un proyecto hidráulico para traer agua de los manantiales de Xochimilco. El proyecto constaba de un acueducto subterráneo de 25 km de largo, una red de plantas de bombeo y depósitos de agua. La construcción del sistema se llevó a cabo de 1905 a 1913 y fue dividida en 3 fases, la primera fue la construcción del acueducto, el cual fue terminado en 1908, la segunda parte empieza en 1907 y consiste en la construcción de la casa de las bombas de la condesa, que fue diseñada por el ingeniero Alberto J. Pani; y finalmente la tercera fase se llevó a cabo de 1906 a 1909 y  abarcó la construcción en un terreno cercano al Molino del Rey de 4 depósitos de concreto armado con capacidad de 50 millones de litros cada uno. La estación de bombeo funcionó hasta 1940 cuando fue sustituida por la estación de bombeo de Xotepingo. En 1975 debido a la ampliación de una avenida la casa fue demolida y su fachada desmantelada y trasladada al bosque de Tlalpan donde permaneció hasta 1986 cuando se decidió utilizarla en la construcción de la Casa de Cultura de Tlalpan, el proyecto y la adaptación estuvieron a cargo del arquitecto Pedro Ramírez Vázquez

## La masacre del agua
El domingo 19 de noviembre de 1922 las bombas de la casa tuvieron una descompostura y toda la red de agua de la Ciudad colapsó. Al comenzar los trabajos de reparación, los encargados se dieron cuenta de que las refacciones no se encontraban disponibles en el territorio nacional, ya que el sistema de bombeo había sido adquirido en el extranjero y las piezas tenían que ser importadas de Alemania, por lo que la falta de agua se prolongó por varios días y la ciudad se sumió en el caos. El 29 de noviembre miembros de asociaciones sindicales convocaron a una protesta en el Antiguo Palacio del Ayuntamiento, el contingente se componía de alrededor de 3000 personas, sin embargo la protesta se salió de control y la policía que resguardaba el lugar disparó a los manifestantes, lo que ocasionó un enfrentamiento durante el cual el  palacio del ayuntamiento fue incendiado y el secretario de guerra Francisco Serrano tuvo que intervenir personalmente para calmar a la multitud, el episodio fue conocido como la masacre del agua y dejó un saldo de 21 muertos y 64 heridos. El día 2 de diciembre las bombas de la casa fueron parcialmente reparadas y el agua fue severamente racionada el resto del año.